# Thalgau

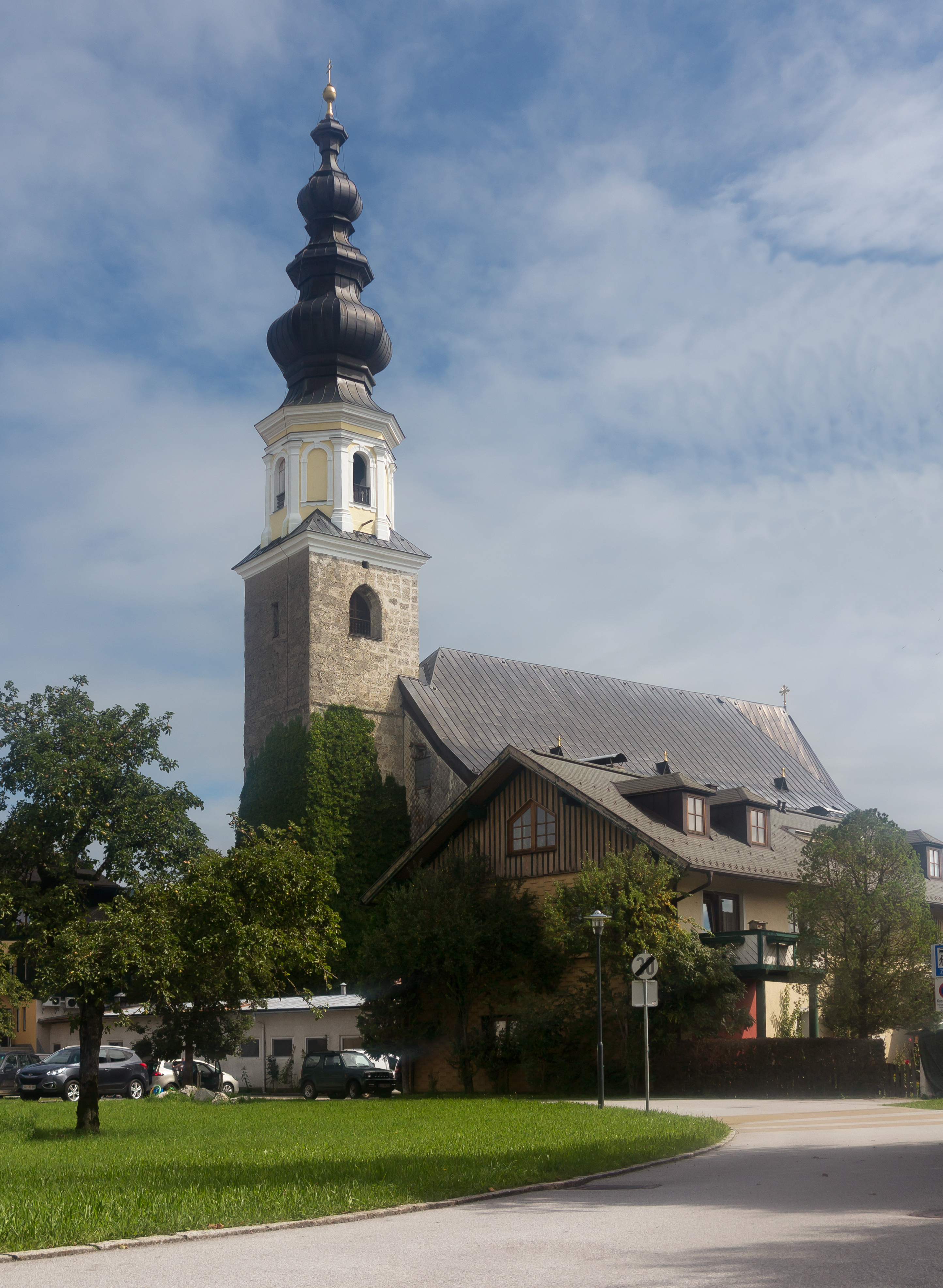
Thalgau, l'église catholique: Pfarrkirche Sankt Martin

Thalgau est une commune autrichienne du district de Salzbourg-Umgebung dans l'État de Salzbourg.